# 효경 (인천광역시 유형문화재 64호)
효경(孝經)은 인천광역시 연수구 가천박물관에 있는 조선시대의 책이다. 2012년 7월 26일 인천광역시의 유형문화재 제64호로 지정되었다.

## 개요
『효경』은 조선시대에 간행된 불분권1책 의 목판본 유교서적이다. 우리나라에는 일찍이 삼국시대이래로 효경이 보급되어 학습되었으나, 고려시대까지의 간행본 실물은 전래 되지 않고 있으며, 주로 조선시대 전기에 널리 유포된 양상을 보이고 있다. 
가천박물관 소장본 『효경』은 민간에 널리 보급할 목적으로 주해문을 삭제하고 효경의 경문만을 대자(大字)로 써서 쉽게 볼 수 있도록 편차하여 전주부 등 지방관청에서 인행한 판본을 저본으로 복각한 판본인 듯하다. 글자체는 조선시대 전기에 유행한 조맹부(1254～1322)의 서체를 익힌 안평대군(1418～1453)의 서풍을 방불하게 하는 단엄한 해서체이다. 
『효경』은 조선시대에 통치사상의 근간으로 삼아 민간의 아동들로부터 군왕에 이르기까지 모든 사람의 필독서였다. 또한 전통사회의 문화적 · 사회적 일체감을 형성하는 가장 중요한 가치의 덕목이기도 하였다. 『효경』은 조선시대에 다양한 판본이 여러 차례에 걸쳐 간행되었던 현상을 보이고 있어, 효(孝) 사상을 연구하는 데 참고가 될 뿐만 아니라 서지학 연구에도 중요한 자료적 가치를 지니고 있다. 또한 조선시대 초기에 조맹부체에 기초한 안평대군의 서풍이 유행함에 따라 조맹부체를 연습하기 위한 법첩(法帖)의 역할도 하였던 점에서 서예연구에도 귀중한 자료적 가치를 지니고 있다.

## 참고 문헌
- 효경 - 국가유산청 국가유산포털